# Hegemony (serie)
Hegemony è una serie di videogiochi di strategia per computer sviluppati dallo studio canadese Longbow Games (Longbow Digital Arts). La serie combina strategia storica a grande scala con battaglie in tempo reale. Il titolo fa riferimento al concetto di egemonia, ovvero il predominio o il controllo politico, economico o militare di uno Stato sugli altri.

## Modalità di gioco
La serie coinvolge la gestione delle risorse, la costruzione dell'impero e la conquista militare. Il suo meccanismo unico è la creazione di catene di approvvigionamento che si connettono ai loro appositi centri attraverso l'infrastruttura del giocatore, rifornendo così gli eserciti. La serie include campagne storiche scriptate (Filippo II di Macedonia, Gaio Giulio Cesare,  Pirro dell'Epiro ) e una modalità sandbox, in cui l'obiettivo è raccogliere "punti egemonia". La vittoria può essere ottenuta attraverso una combinazione di superiorità culturale, militare, navale ed economica.

### Zoom senza soluzione di continuità
Una delle caratteristiche convincenti di Hegemony è che permette al giocatore di ingrandire e comandare le truppe al grande livello strategico e ingrandire una particolare battaglia e gestire le tattiche delle singole unità. La capacità di giocare a diversi livelli di dettaglio e la ragionevole sofisticazione delle tattiche delle unità fornisce un livello di fluidità alla guerra che non è eguagliato da altri wargame antichi.

### Tattiche delle unità
Il giocatore può far leva su una varietà di unità storicamente appropriate - dalle falangi ai peltasti, dalla cavalleria leggera e pesante agli arcieri - selezionando un centro urbano controllato e attingendo dalla popolazione di quel centro per far crescere un'unità. Ogni unità ha un livello di morale, scorte di cibo e iniziativa, e ogni unità ha diversi usi in battaglia. La fanteria pesante si chiude nel combattimento corpo a corpo, i peltasti lanciano giavellotti, cedono terreno, poi si raggruppano per un altro lancio, la cavalleria pesante monta formidabili attacchi laterali e posteriori, ma sono sopraffatti quando attaccano la fanteria pesante ben formata al fronte.

### Linee di rifornimento
Altrettanto importante per la validità storica del gioco è il ruolo dei rifornimenti e della logistica, qualcosa che Hegemony modella più efficacemente di qualsiasi altro gioco di guerra antica. La rete di rifornimenti del giocatore è al centro dei sistemi di gioco. Villaggi e città sono le fondamenta del sistema. Ogni centro urbano ha una certa quantità di forza lavoro e fornisce una certa quantità di cibo. Le fattorie vicine possono essere collegate a una città da linee di rifornimento, facendo sì che il cibo della fattoria sia raccolto nella città. I rifornimenti influenzano ogni unità in due modi criticamente importanti. In primo luogo ogni unità deve mantenere un'adeguata fornitura di cibo. Se l'unità è senza rifornimenti e senza cibo, il suo morale scenderà precipitosamente, e si disintegrerà al primo contatto in battaglia. In secondo luogo, le linee di rifornimento determinano la disponibilità di reclute. Un'unità che è al di sotto della forza ottimale riceverà nuove reclute solo se si trova nel raggio di un nodo di rifornimento che è collegato con la città natale dell'unità. Ciò significa in pratica che il giocatore deve sempre preoccuparsi di mantenere le linee di rifornimento, gestire il flusso di cibo per soddisfare le esigenze dei singoli nodi e sorvegliare i nodi e i collegamenti.

### Colonna sonora adattiva
La colonna sonora di Hegemony è stata scritta per essere in costante evoluzione; in risposta al livello di intensità del gioco, e in modo casuale quando il gioco è relativamente statico. Contiene più temi; ognuno con il suo unico contenuto armonico, melodico e ritmico. Questi temi separati sono stati scritti in modo che ognuno possa precedere o seguire qualsiasi altro tema senza soluzione di continuità.

## Hegemony Gold: Wars of Ancient Greece
Ambientato nell'antica Grecia, il capostipite della serie Hegemony Gold nasce da Hegemony: Philip of Macedon; uscito il 5 dicembre 2010, questo titolo è stato scelto per il Penny Arcade Expo PAX10 Showcase per i giochi indipendenti, era presente solo sul sito della Longbow e non è più disponibile.
Hegemony Gold: Wars of Ancient Greece è uscito il 30 marzo 2012, e presenta una modalità sandbox con 26 fazioni, oltre alla campagna di Filippo di Macedonia e alle campagne per Sparta e Atene.

## Hegemony Rome: The Rise of Caesar
Hegemony Rome è uscito il 15 maggio 2014. Comprende quattro campagne storiche che ripercorrono il cammino di Cesare fino alla conquista della Gallia, e quattro campagne sandbox ambientati nell'intera Gallia, nelle Alpi, nella Britannia e nella Gallia belgica..

## Hegemony III: Clash of the Ancients
Hegemony III è uscito il 25 agosto 2015, ed è stavolta ambientato nella penisola italiana ai tempi dell'ascesa di Roma. Il giocatore prende il comando di una delle 25 fazioni presenti nel gioco, e tenta di unire la penisola italiana. Nel gioco base, il giocatore può scegliere una fazione dai gruppi di fazione latina, sabelliana, greca, celtica o etrusca .

### Accoglienza
Inizialmente il gioco ha ricevuto un'accoglienza mista, prima delle sue tre patch correttive, essendo stato criticato per i suoi errori (bug) e l'IA pessima. Game Watcher lo ha votato 6/10, ritenendolo "troppo frustrante".. WCCFtech lo ha votato valutato 7,8/10  mentre StrategyFront Gaming lo ha considerato "un'esperienza complessa e gratificante che può reggere a personaggi del calibro di Total War".. In Germania, i giocatori ne hanno attestato la sua grande rigiocabilità. Nel 2016, il podcast Three Moves Ahead ha discusso di come il gioco non si fosse evoluto molto nel tempo, e come non possa offrire le stesse opzioni di diplomazia come in altri giochi. A seguito delle patch, l'accoglienza è stata più calda.

### Espansioni
La prima espansione, The Eagle King, è uscita il 16 febbraio 2017. Essa estende la campagna principale alla Sicilia, e presenta una campagna in cui il giocatore assume il ruolo di Re Pirro d'Epiro, che invade l'Italia meridionale per salvare le città-stato greche dalla nascente Repubblica Romana; in alternativa, il giocatore può tuffarsi in un'invasione sandbox, nei panni di un'orda che cerca di insediarsi. Questa espansione ha ricevuto il plauso della critica: StrategyFront Gaming lo ha descritto come un "ritorno" per la serie . È stato considerato un passo importante verso l'ulteriore sviluppo della serie nel suo insieme .
In seguito, è stato confermato che nel 2021 uscirà una seconda espansione, Isle of Giants, che richiede la prima espansione, estende la mappa in Sardegna e aggiunge la civiltà nuragica.